# Karakuri-ningyō
Karakuri-ningyō (jap. からくり人形) – mechaniczne lalki lub automaty tworzone w Japonii od XVIII do XIX wieku były de facto pierwszymi japońskimi robotami.
Słowo karakuri oznacza „urządzenie mechaniczne” także służące do żartu, zmylenia lub zaskoczenia kogoś. Natomiast ningyō, to „lalka”, „marionetka”, „kukiełka”.
Istnieją trzy rodzaje karakuri:
- butai-karakuri – używane w teatrze;
- zashiki-karakuri – niewielkie, bawiono się nimi w pomieszczeniach;
- dashi-karakuri – były tradycyjnie częścią festiwali religijnych, podczas których umieszczano je zwykle na drewnianych, ruchomych platformach. Lalki były wykorzystywane w odgrywaniu tradycyjnych mitów i legend. Ich gesty dostarczały widzom dodatkowej rozrywki.

Budowa lalek była oparta na mechanizmach sprężynowo-zębatkowych. Japończycy poznali zasadę ich działania dzięki Hiszpanom, którzy w XVII wieku przywieźli do Japonii zegar mechaniczny. Rezultatem badań japońskich uczonych nad „magicznymi” zegarami było powstanie lalek przedstawiających ludzi i zwierzęta, które poruszały się pozornie bez powodu, „jak żywe”. Karakuri mogły wykonywać najróżniejsze czynności: przenoszenie naczynia z herbatą, strzelanie z miniaturowego łuku, malowanie znaków kanji lub wygrywanie melodii.
Wybitnym twórcą lalek-robotów był Hisashige Tanaka (1799–1881). Był nie tylko wynalazcą, badaczem, konstruktorem i producentem silników parowych i armat, ale także ważną postacią w biznesie jako założyciel Shibaura Engineering Works, pierwszej prywatnej fabryki maszyn w Japonii (ob. Toshiba Corporation). Miał on ogromny wpływ na rozwój japońskiej technologii w różnych dziedzinach. Był jednym z nielicznych inżynierów mechaników, którzy stworzyli podwaliny Japonii jako technologicznej potęgi.

## Galeria

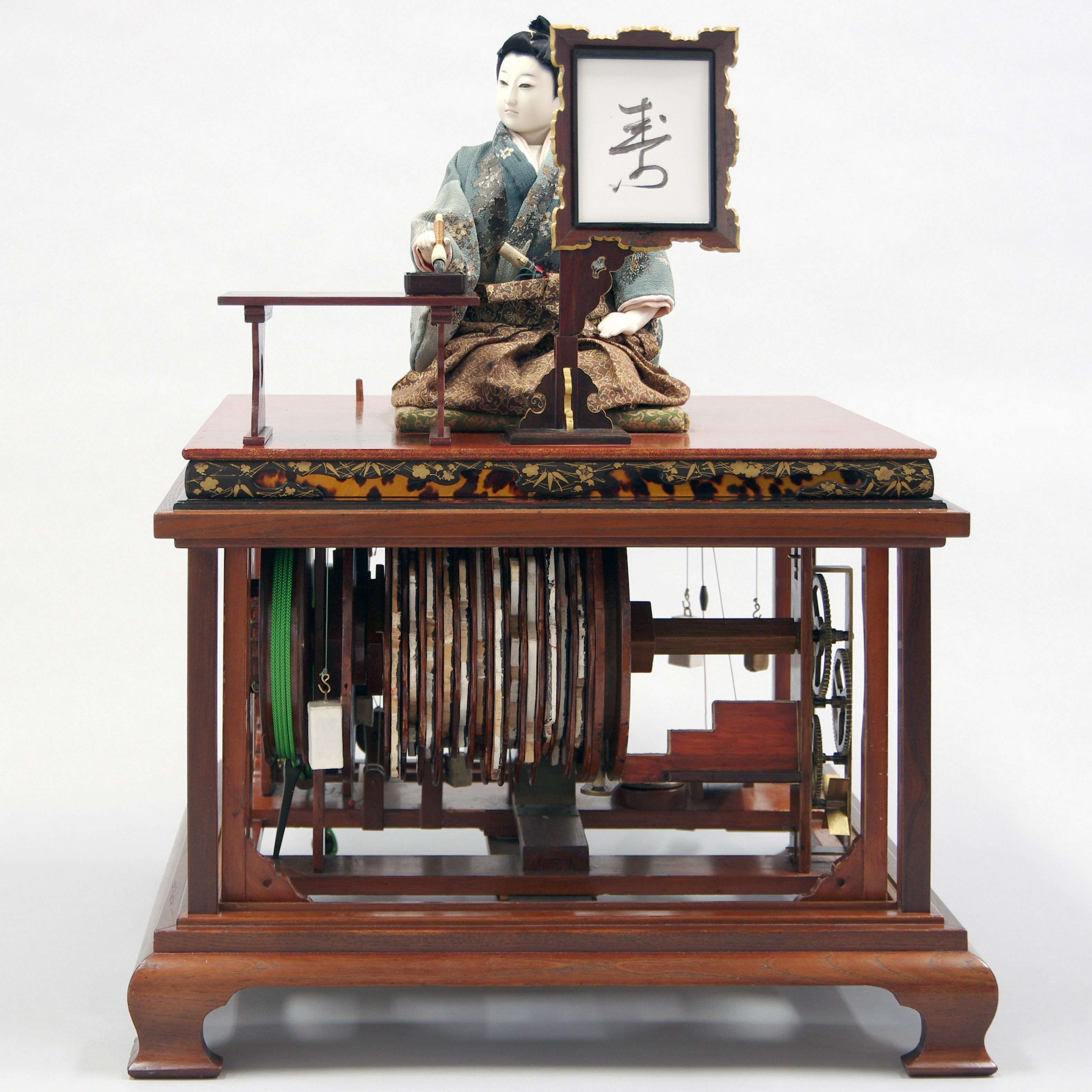
Hisashige Tanaka, lalka pisząca znaki
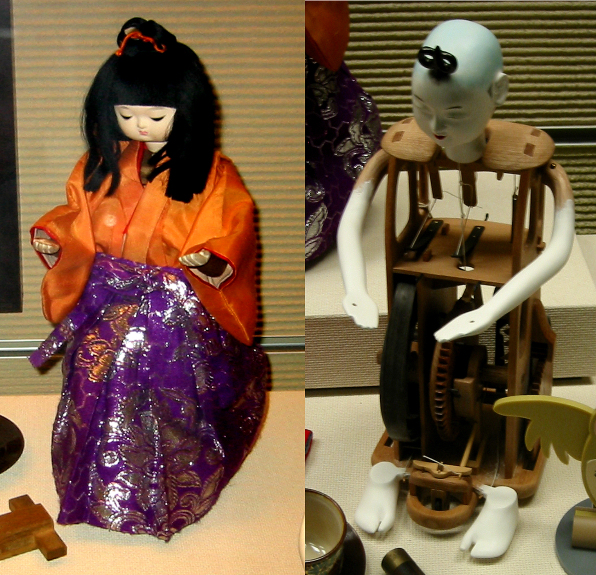
Automat karakuri podający herbatę i jego mechanizm
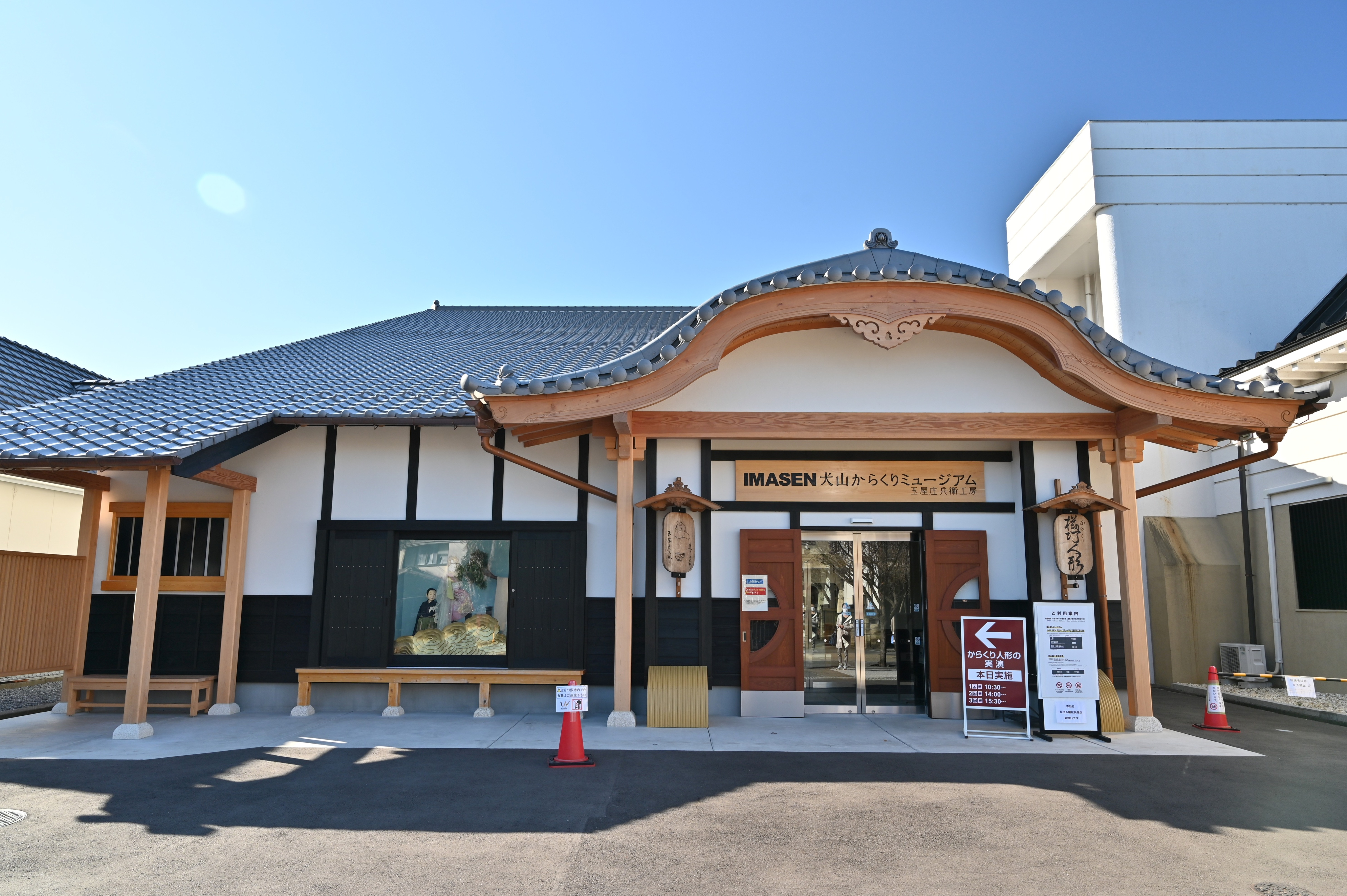
Karakuri Museum, Inuyama, prefektura Aichi
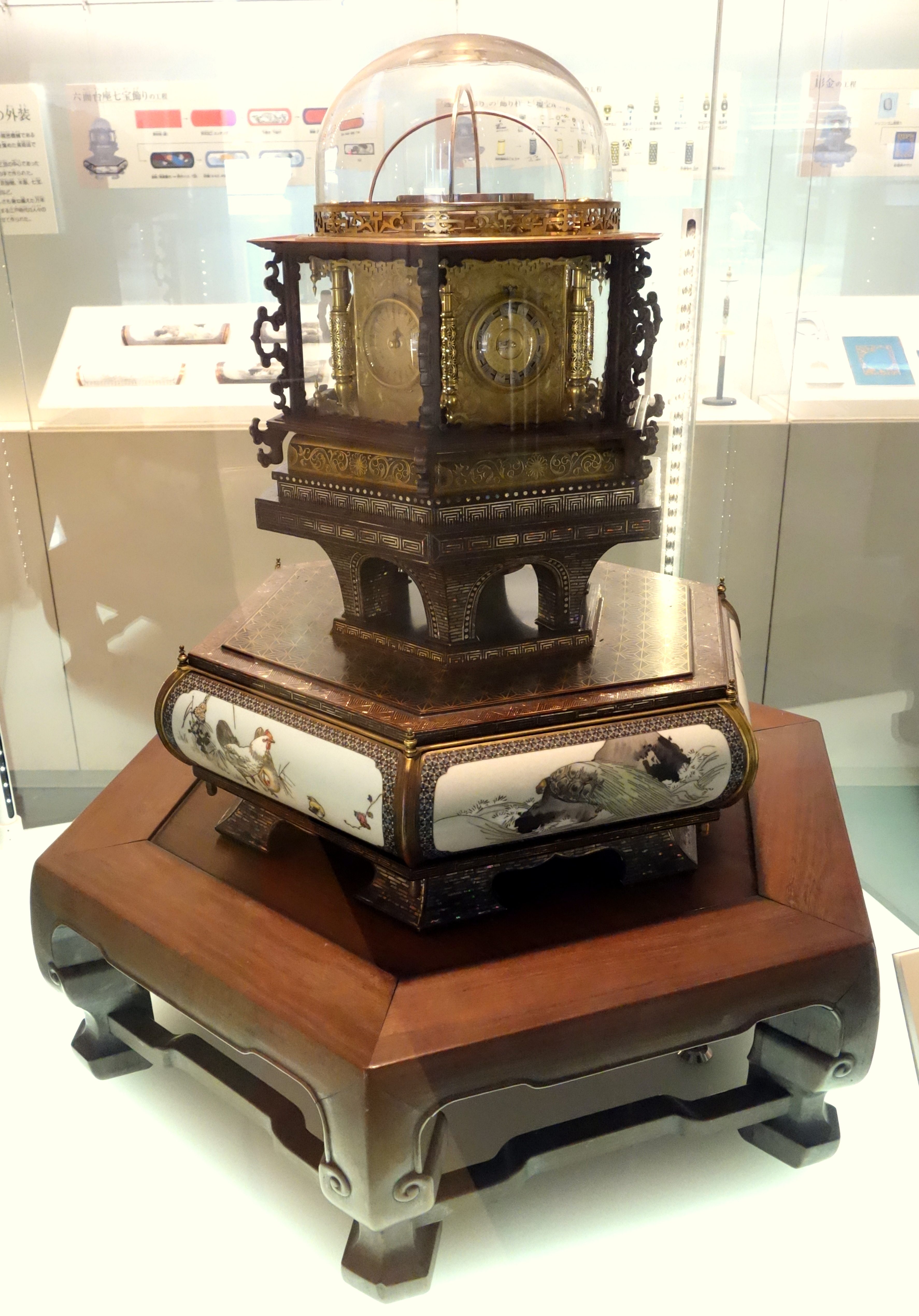
Hisashige Tanaka, zegar wieczny (1851)